# Nanjinganthus dendrostyla
Nanjinganthus dendrostyla — викопний вид рослин, що існував у ранній юрі (174 млн років тому). Скам'янілий відбиток рослини виявлений в Китаї. Вид, можливо, належить до покритонасінних (квіткових) рослин. Рослина має багато особливостей сучасних покритонасінних, включаючи зав'язь і сім'язачаток.
Невідомо, чи є Nanjinganthus справжньою квітковою рослиною, пов'язаною із загальним предком всіх покритонасінних, або прото-покритонасінною рослиною без нащадків. У першому випадку вид є найдавнішою відомою квітковою рослиною, інші найдавніші квіткові є на 50 млн років молодшими. Інтерпретація Nanjinganthus як покритонасінної рослини не була прийнята Coiro, Doyle & Hilton (2019), які вважали відомі зразки цієї рослини більш схожими на хвойні конуси.